# 大邱教育大学校
大邱教育大学校（テグきょういくだいがっこう、朝鮮語: 대구교육대학교、英語: Daegu National University of Education）は、大韓民国の大邱広域市南区に本部を置く国立大学。略称は大邱教大、DNUE。

## 沿革
- 1950年3月：大邱師範学校が開校する。
- 1962年3月：2年制の慶北大学校併設教育大学に改編される。
- 1963年3月：大邱教育大学に改称する。
- 1982年3月：4年制教育大学に昇格される。
- 1993年3月：大邱教育大学校に改称する。

## 組織

### 学部
- 共通教育課程
- 倫理教育課程
- 国語教育課程
- 社会教育課程
- 数学教育課程
- 科学教育課程
- 体育教育課程
- 音楽教育課程
- 美術教育課程
- 実科教育課程
- 教育学深化課程
- 英語教育深化課程
- コンピュータ教育深化課程

### 大学院
- 教育大学院
  - 各種教育学専攻

## 学術交流協定

### 海外
日本
- 宮城教育大学
- 兵庫教育大学

中国
- 遼寧師範大学
- 文登師範大学
- 貴州師範大学
- 浙江師範大学